# シェアードオフィス
シェアードオフィスとは、1社だけが自社のオフィスとして1か所のオフィスを使うのではなく、複数社で同じオフィスを共有するオフィスを指す。単にシェアオフィスとも。デザイン事務所や弁護士事務所などの独立自営業者の間では古くから盛ん。レンタルオフィスや一定期間複数社が参加するプロジェクトオフィスなどもこれにあたる。コワーキングと混同されがちだが、集中できる環境が準備されているため既存プロジェクトをさらに押し進める側面に注目される。（出典:Hub Spaces）

## シェアードオフィスの問題点
レンタルオフィスの掲示板などではシェアードオフィスに入居することを指すオフィスシェアリングの文字が多く登場するようになってきた。しかしセキュリティ、設備の負担割合等々デリケートな問題も多く含むだけに、共有する企業間の調整事は大きな負荷になる。レンタルオフィス業者はこの調整を自らがコスト・リスク負担をする事で入居者に提供しているサブリース業者であるという事ができる。またマッチングのみを専門にするコーディネイターも存在する。
ここで問題になるのは個々のプレイヤーの信頼性であろう。運営元の信頼性を確認しないと事業の信頼性を顧客から疑われるような事態にもなりかねないので慎重に事を運びたい。

## シェアードオフィスの形
プロジェクト型
プロジェクト実施期間中のみ、当該プロジェクトに取り組むためのオフィスをシェアリングするやりかた。以前とはちがい大規模プロジェクトを発注する企業側も無駄なスペースを抱えている事は少ないので、数は多いはずだが表に出てくることはすくない。大手法人に多い。
アライアンス型
デザイン事務所、士業、コンサルタント等の掲示板で募集がたまに見受けられる。勉強会等の参加者が告知をする場合もある。何回か一緒に仕事をしないとそれが正しい判断かわからないのではないかと思うがどうか。
インキュベーション型
インキュベーターが中心になって勉強会、あるいはコンサルテーションを行うシェアードオフィス。インキュベーターとの相性が全て。地方公共団体が運営するものと、コンサルタントが運営するものがある。多くのインキュベーション型レンタルオフィスがセミナーを開催しているので入居を考えているのであれば、一度受けてみるべき。
レンタルオフィス型
実際に場所も貸すか、それともサービスだけかによってレンタルオフィス型とバーチャルオフィス型に分かれる。レンタルオフィス型の中でも月極などの期間貸し型とインターネットカフェ的に使える時間貸し型に分かれる。